# Mathilda boucheti
Mathilda boucheti is een slakkensoort uit de familie van de Mathildidae. De wetenschappelijke naam van de soort is voor het eerst geldig gepubliceerd in 1995 door Bieler.